# 태풍 아그네스 (1981년)
태풍 아그네스 (Typhoon Agnes)는 1981년에 북서태평양에서 발생한 제18호 태풍이다. 이 태풍은 대한민국에 엄청난 피해를 입혔다.

## 개요

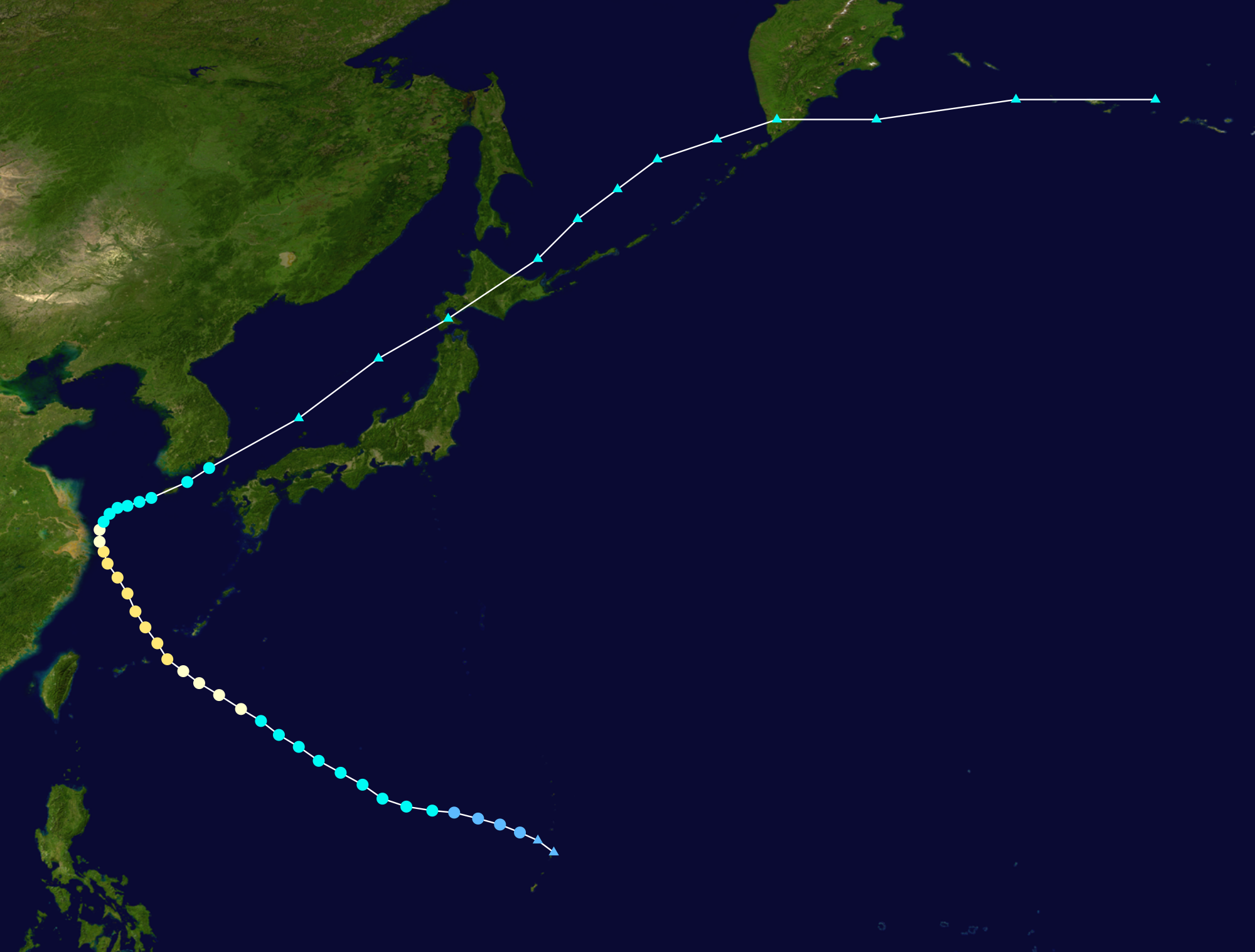
태풍 아그네스의 이동 경로

1981년 9월 초 대한민국 남부 지방에 최악의 호우를 야기했던 태풍이다. 전라남도 장흥에서는 9월 2일 하루 관측된 강수량이 무려 547.4mm에 이르렀다. 대한민국 내에서 집계된 사망·실종자는 총 139명에 달했다.

## 주요 관측값

### 최저 해면 기압
- 제주 985.2hPa[3]
- 서귀포 986.6hPa
- 통영 987.1hPa
- 울릉도 987.3hPa
- 광주 987.5hPa

### 최대 풍속
- 여수 20.3 m/s[3]
- 울릉도 19.7 m/s
- 속초 19.0 m/s
- 전주 18.3 m/s
- 울진 18.3 m/s

### 최대 순간 풍속
- 서귀포 35.0 m/s[3]
- 울릉도 31.2 m/s
- 여수 30.0 m/s
- 제주 29.2 m/s
- 광주 25.7 m/s

### 일 최다 강수량
- 장흥 547.4mm[3]
- 고흥 487.1mm
- 해남 477.5mm
- 완도 414.3mm
- 목포 394.7mm
- 진주 264.0mm
- 울릉도 257.8mm
- 성산 254.0mm
- 산청 251.5mm
- 남해 236.4mm

### 1시간 최다 강수량
- 제주 71.0mm
- 완도 61.5mm
- 고흥 59.5mm
- 해남 59.0mm
- 진주 55.0mm
- 남해 54.0mm
- 장흥 52.5mm
- 성산 50.0mm
- 목포 49.5mm
- 여수 46.0mm

### 총 강수량 (8월 31일 ~ 9월 4일)
- 해남 662.6mm
- 장흥 655.9mm
- 고흥 629.4mm
- 완도 552.4mm
- 목포 545.7mm
- 제주 478.5mm
- 남해 400.4mm
- 강릉 386.9mm
- 속초 383.4mm
- 대관령 359.0mm

| 순위 | 태풍 번호 | 태풍 이름 | 일 최대강수량 | 관측 연월일 | 관측 장소 |
| ---- | --------- | --------- | ------------- | ----------- | --------- |
| 1위  | 0215      | 루사      | 870.5mm       | 2002/8/31   | 강릉      |
| 2위  | 1918      | 미탁      | 556.9mm       | 2019/10/3   | 울진      |
| 3위  | 8118      | 아그네스  | 547.4mm       | 1981/9/2    | 장흥      |
| 4위  | 9809      | 예니      | 516.4mm       | 1998/9/30   | 포항      |
| 5위  | 9112      | 글래디스  | 439.0mm       | 1991/8/23   | 부산      |
| 6위  | 0711      | 나리      | 420.0mm       | 2007/9/16   | 제주      |
| 7위  | 0314      | 매미      | 410.0mm       | 2003/9/12   | 남해      |
| 8위  | 7214      | 베티      | 407.5mm       | 1972/8/20   | 해남      |
| 9위  | 7119      | 올리브    | 390.8mm       | 1971/8/5    | 삼척      |
| 10위 | 9907      | 올가      | 377.5mm       | 1999/8/1    | 동두천    |

## 같이 보기
- 1981년 태풍
- 태풍 매미